# Andrea Piccolo
Andrea Piccolo (Magenta, 23 maart 2001) is een Italiaans voormalig wielrenner.

## Carrière
Piccolo kwam eerst uit voor de Italiaanse ploeg Team Colpack Ballan en tekende in 2021 voor Astana-Premier Tech. Hij won als junior verschillende medailles op wereld, Europese en nationale kampioenschappen bij de junioren. In 2022 stapte hij over naar de Russische ploeg Gazprom-RusVelo. Als gevolg van sancties tegen Gazprom-RusVelo na de Russische invasie van Oekraïne zocht Piccolo een nieuwe ploeg. Zo maakte Piccolo op 24 juni 2022 de overstap naar het Italiaanse Drone Hopper-Androni Giocattoli. Enkele maanden later stapte Piccolo alweer over naar EF Education-EasyPost. In 2023 droeg Piccolo één etappe de rode leiderstrui in de Ronde van Spanje. 
Op 22 juni 2024 ontsloeg EF Education-EasyPost Piccolo nadat hij twee dagen daarvoor aan de landsgrens werd aangehouden door de Italiaanse autoriteiten, op verdenking van het vervoeren van menselijk groeihormoon. In september 2024 werd bekend dat Piccolo evenals zijn Colombiaanse vriendin Valentina Gomez actief is op OnlyFans.

## Overwinningen
2018
Jongerenklassement Giro del Nordest d'Italia
 Italiaans kampioen tijdrijden, junioren
Trofeo Emilio Paganessi
Berg- en jongerenklassement Trophée Centre Morbihan
 Wereldkampioenschap tijdrijden, junioren
2019
 Europees kampioenschap tijdrijden, junioren
 Europees kampioenschap op de weg, junioren
 Italiaans kampioen tijdrijden, junioren
Giro della Lunigiana
2021
Ruota d'Oro
2022
Jongerenklassement Maryland Cycling Classic

## Resultaten in voornaamste wedstrijden
| Jaar | Ronde van Italië | Ronde van Frankrijk | Ronde van Spanje |
| ---- | ---------------- | ------------------- | ---------------- |
| 2022 |                  |                     |                  |
| 2023 |                  |                     | 69e              |
| 2024 | opgave           |                     |                  |

| Jaar | Amstel Gold Race | Luik-Bast.‑Luik | Ronde van Lombardije | Waalse Pijl | Clásica San Sebastián |
| ---- | ---------------- | --------------- | -------------------- | ----------- | --------------------- |
| 2022 |                  |                 | 11e                  |             |                       |
| 2023 | 66e              | opgave          | 100e                 | 109e        | opgave                |
| 2024 |                  |                 |                      |             |                       |

## Ploegen
- 2020 −  Team Colpack Ballan
- 2021 −  Astana-Premier Tech
- 2022 –  Gazprom-RusVelo (tot 1/3)
- 2022 –  Drone Hopper-Androni Giocattoli (vanaf 24/6 tot 31/07)
- 2022 –  EF Education-EasyPost (vanaf 1/8)
- 2023 –  EF Education-EasyPost
- 2024 –  EF Education-EasyPost tot 21 juni[2]

Aranburu · Battistella · Boaro · Broesenski · Contreras · de Bod · Fjodorov · Felline · Fraile · Fuglsang · Gïdïç · Gregaard · Groezdev · Houle · G. Izagirre · J. Izagirre · Kudus · Loetsenko · Martinelli · Natarov · Perry · Piccolo tot 31 mei · Pronskïÿ · Rodríguez · Romo · Sánchez · Sobrero · Stalnov · Tejada · Vlasov · Zacharov
Canola · Carboni · Conci · Díaz · Fedeli · Kotsjetkov · Michael Kukrle · Lunder · Malucelli · Nekrasov · Nych · Piccolo · Rikoenov · Rivera · Rovny · Scaroni · Strachov · Tsjerkasov · Tsjernetski · Vacek · Zakarin
Alba · Bais · Benedetti · Bisolti · Cepeda (tot 31/7) · Chirico · Grosu · Holther · Marchiori · Marengo · Merchan · Muñoz · Piccolo (vanaf 24/6 tot 31/7) · Ponomar · Ravanelli · Restrepo · Rojas · Sepúlveda · Tagliani · Tesfatsion · Umba · Vigo · Zardini · Zurita
Arroyave Cañas · Bettiol · Bissegger   · Caicedo · Camargo · Carr · Carthy · Cepeda (vanaf 1/8) · Chaves · Cort · Doull · Eiking · Guerreiro · Healy · Howes (tot 31/7) · Keukeleire · Kudus · Langeveld · Morton (tot 31/7) · Nakane · Padun · Piccolo (vanaf 1/8) · Powless · Quinn · Rutsch · Scully · Shaw · Steinhauser · Urán · Valgren · J. van den Berg · M. van den Berg · Wiśniowski
Amador · Bettiol · Bissegger   · Caicedo · Camargo · Carapaz · Carr · Carthy · Cepeda · Chaves · Cort · de Bod · Doull · Eiking · Healy · Honoré · Keukeleire · Kudus · Padun · Piccolo · Powless · Quinn · Rutsch · Scully · Shaw · Steinhauser · Urán · J. van den Berg · M. van den Berg · Wiśniowski · van der Lee (stagiair)
Amador · Beloki · Bettiol(tot 14/8) · Bissegger · Carapaz · Carr · Carthy · Cepeda · Chaves · Costa · de Bod · Doull · Healy · Honoré · Nerurkar · Piccolo(tot 21/6) · Powless · Quinn · Rafferty · Rootkin-Gray · Rutsch · Ryan · Shaw · Steinhauser · Sweeny · Todome · Urán · Valgren · van den Berg · van der Lee · Hlady(stagiair) · Lovidius(stagiair)